# Harold Knight
Harold Knight (* 27. Januar 1874 in Nottingham, England; † 3. Oktober 1961 in Colwall, Herefordshire, England) war ein britischer Porträt-, Genre- und Landschaftsmaler.

## Leben
Harold Knight wurde als Sohn des Architekten und Amateurmalers William Knight geboren. Er studierte an der Nottingham School of Art bei Wilson Foster und gewann mehrere Preise, insbesondere für seine Ölstudien von Aktmodellen. Während seines Studiums lernte er Laura Johnson kennen, die er 1903 heiratete. Laura Knight wurde später eine bedeutende Malerin. Harold Knight setzte seine Studien in Paris an der Académie Julian bei Jean-Paul Laurens und Jean-Joseph Benjamin-Constant fort. Nach seiner Rückkehr nach England arbeitete er in Staithes, einem Fischerdorf an der Nordostküste von Yorkshire, und wurde Mitglied der dortigen Künstlerkolonie, die als Staithes Group bekannt wurde.
1907 zog das Ehepaar Knight nach Newlyn in Cornwall und schloss sich der Newlyn School an. Sie lebten und arbeiteten hauptsächlich in Lamorna und wurden zu zentralen Figuren der lokalen Künstlergemeinschaft. Während des Ersten Weltkriegs verweigerte Harold Knight aus Gewissensgründen den Kriegsdienst, was zu Spannungen mit seinen Kollegen führte und seine körperliche und geistige Gesundheit belastete, da er als Landarbeiter eingesetzt wurde. Nach dem Krieg ließen sich die Knights in London nieder, kehrten aber regelmäßig nach Cornwall zurück, um zu malen. Im Jahr 1937 wurde Harold Knight zum ordentlichen Mitglied der Royal Academy gewählt. Er starb 1961 in Colwall, Herefordshire.

## Werk
Harold Knight war bekannt für seine einfühlsamen Porträts, insbesondere von Frauen, sowie für seine Interieur- und Genrebilder. Sein Stil zeichnete sich durch eine ruhige, realistische Darstellung aus, die von Künstlern wie Jan Vermeer beeinflusst war. Während seiner Zeit in Staithes und später in Newlyn malte er häufig Szenen aus dem täglichen Leben, darunter Fischer und Dorfbewohner. In den 1920er Jahren wandte er sich verstärkt der Porträtmalerei zu und erhielt 1925 für sein Porträt von Ethel Bartlett auf dem Pariser Salon eine Silbermedaille. Seine Werke sind in zahlreichen Museen vertreten, darunter die Tate Gallery in London, das Penlee House Museum in Penzance, das Nottingham Castle Museum und die Laing Art Gallery in Newcastle.